# 비관세 장벽
비관세 장벽(非關稅 障壁, 영어: non-tariff barriers to trade, NTB, non-tariff measures, NTM)은 관세 이외의 무역 장벽(trade barrier)을 의미하는데 ①무역을 직접적으로 제한하는 것을 목적으로 하는 비관세장벽(수량제한, 수입허가제, 각종 수입과징금 및 외환할당 등) ②간접적으로 무역제한효과를 갖는 비관세장벽(보건위생규정 또는 내국세제도 등)으로 크게 구분되고 있다.

## 같이 보기
- 무역 장벽
- 경제 제재